# 고슈 가도

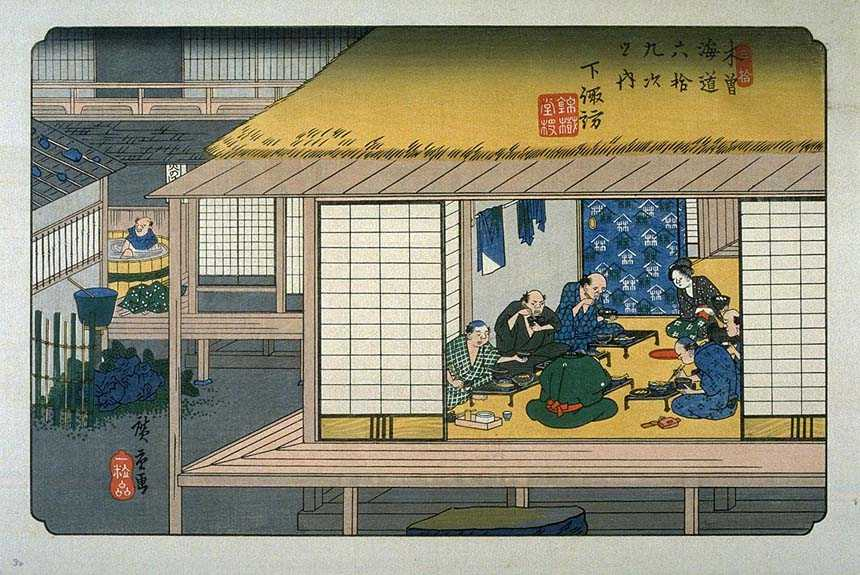
우타가와 히로시게가 그린 시모스와주쿠

고슈 가도(甲州街道 고슈카이도[*])는 에도 시대의 오가도의 하나로 에도(오늘날의 도쿄)와 가이국(오늘날의 야마나시현)을 연결한다. 고슈 가도는 나가노현의 시모스와주쿠에서 나카센도와 연결된다. 다카토 번, 스와 번, 이다 번 등 시나노국의 많은 다이묘들이 산킨코타이 때 가도를 이용했다. 고슈 가도를 따라서 44개의 슈쿠바(역참)이 설치되어 있었다.
고슈 가도는 오늘날의 국도 20호선과 많은 부분이 겹친다.

## 같이 보기
- 고카이도
  - 도카이도
  - 나카센도
  - 오슈 가도
  - 닛코 가도